# Instrumentum regni
Instrumentum regni (letteralmente: «strumento di regno», dunque «di governo») è una locuzione latina ispirata forse da un passaggio delle Storie di Tacito. Viene usata per esprimere la strumentalizzazione della religione da parte dello Stato o del potere ecclesiastico (ad es. la Chiesa cattolica) come mezzo di controllo delle masse, o, in particolare, per conseguire fini politici e mondani.

## Storia
Il concetto espresso dalla locuzione è presente nella riflessione politica di più epoche e ha conosciuto varie declinazioni, venendo ripreso da diversi scrittori e filosofi nel corso della storia. Tra questi, Polibio, Lucrezio, Niccolò Machiavelli, Montesquieu, Vittorio Alfieri e Giacomo Leopardi.
Tra i più antichi e importanti vi fu lo storico greco Polibio, che nelle sue Storie così si esprime:
Prima di Polibio, una tesi analoga fu espressa nel V secolo a.C. dal politico e scrittore ateniese Crizia, discepolo di Socrate. In un dramma satiresco intitolato Sisifo, del quale ci è stato tramandato un lungo frammento, egli scrisse infatti:
Nel pensiero rinascimentale il concetto fu ripreso da Niccolò Machiavelli nel suo Principe e nei Discorsi sopra la prima Deca di Tito Livio.